# Victor Delefortrie
Victor Delefortrie (Lilla, 29 agosto 1810. – Amiens, 29 agosto 1889) è stato un architetto francese, progettista della Chiesa di San Nicola a Beauval.
Insieme al fratello Paolo contribuì notevolmente allo sviluppo dell'architettura neogotica durante la seconda metà del XIX secolo nel dipartimento di Somme. Nel 1883 furono ammessi nella Società degli Architetti del Nord della Francia. Il paradigma funzionale della sua architettura risente dell'influsso di Eugène Viollet-le-Duc ed era condiviso con i fratelli Aimé et Louis Duthoit, coi quali ebbe occasione di collaborare.
Numerosi progetti di Victor e Paul Delefortrie sono conservati negli archivi dipartimentali di Somme. Si tratta di fondi archivistici di eccezionale importanza per la conoscenza dell'architettura in Piccardia nel XIX secolo..
Victor Delefortrie morì a Amiens il 29 agosto 1889, giorno del suo 79º compleanno..

## Galleria d'immagini

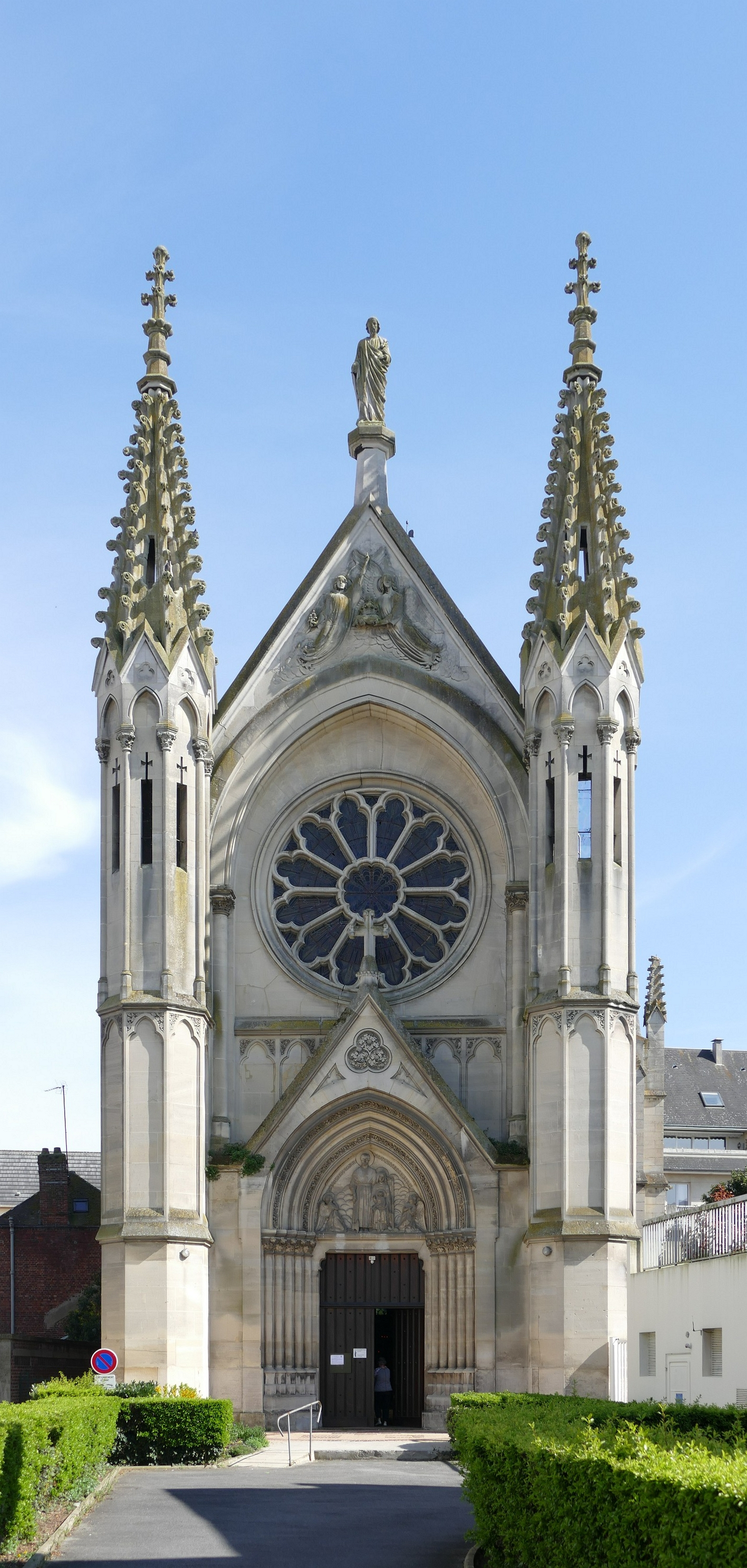
La chapelle Saint-Joseph, Beauvais
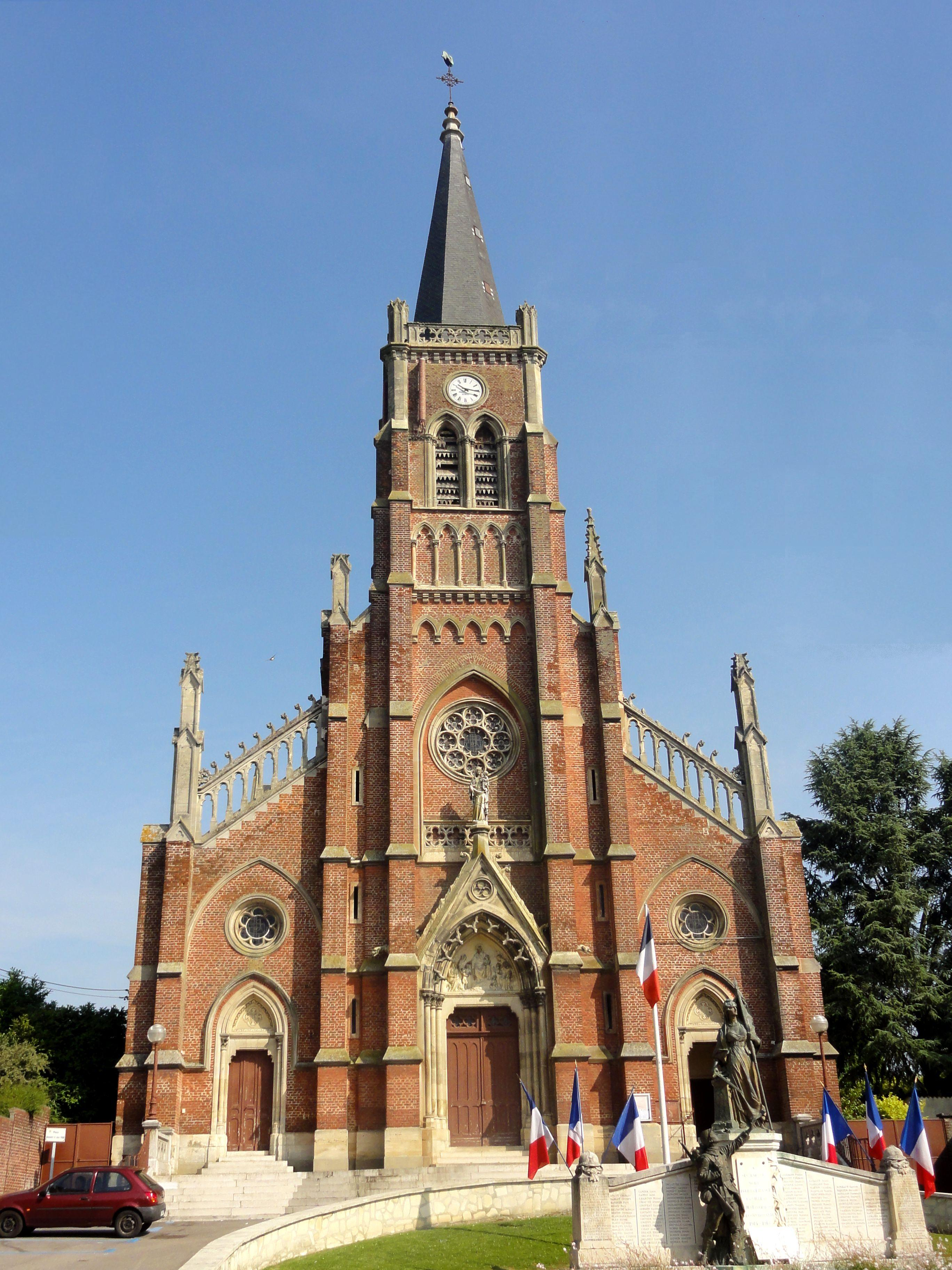
Église Saint-Just, Saint-Just-en-Chaussé
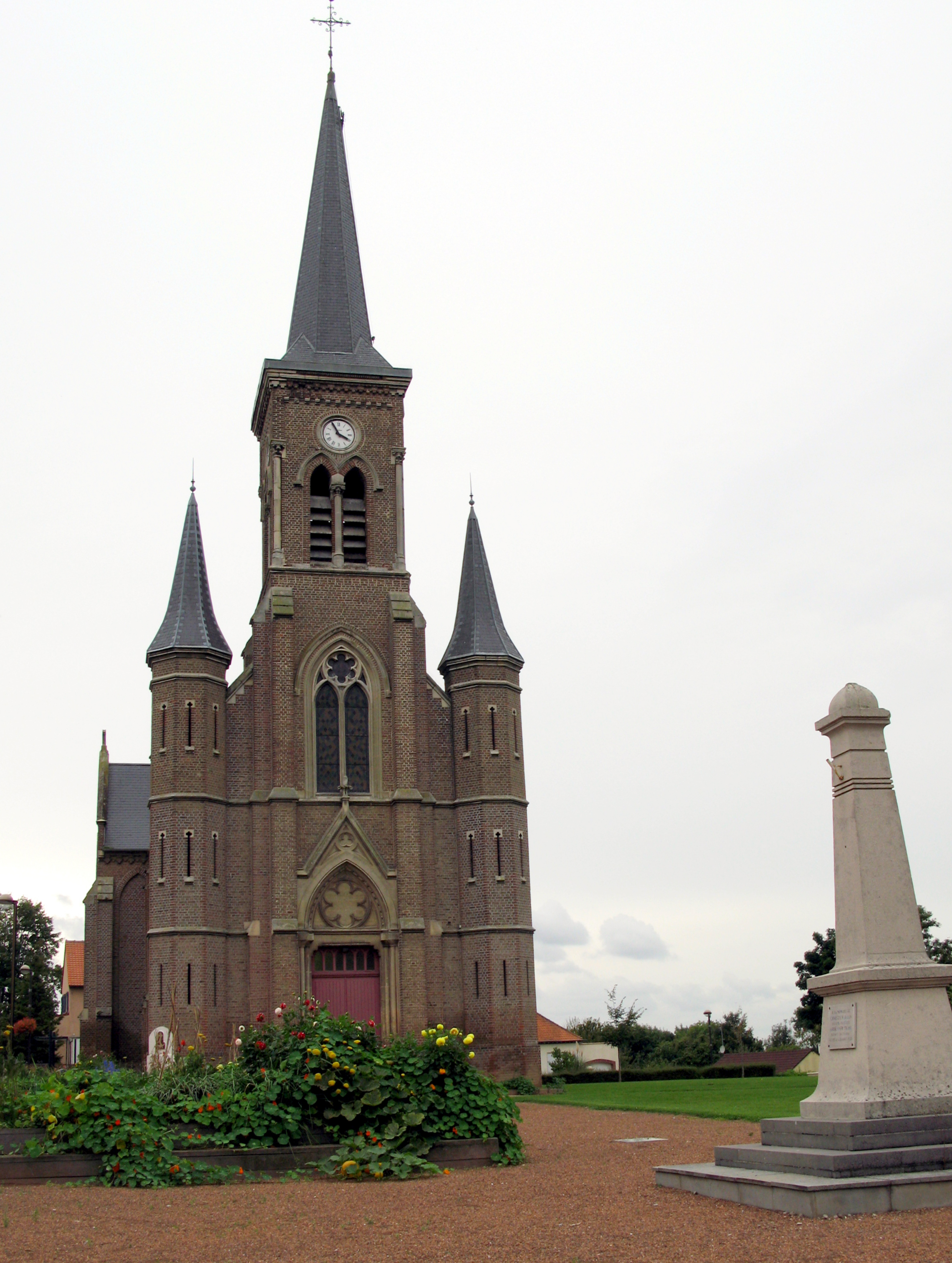
Église Saint-Léger,Glisy
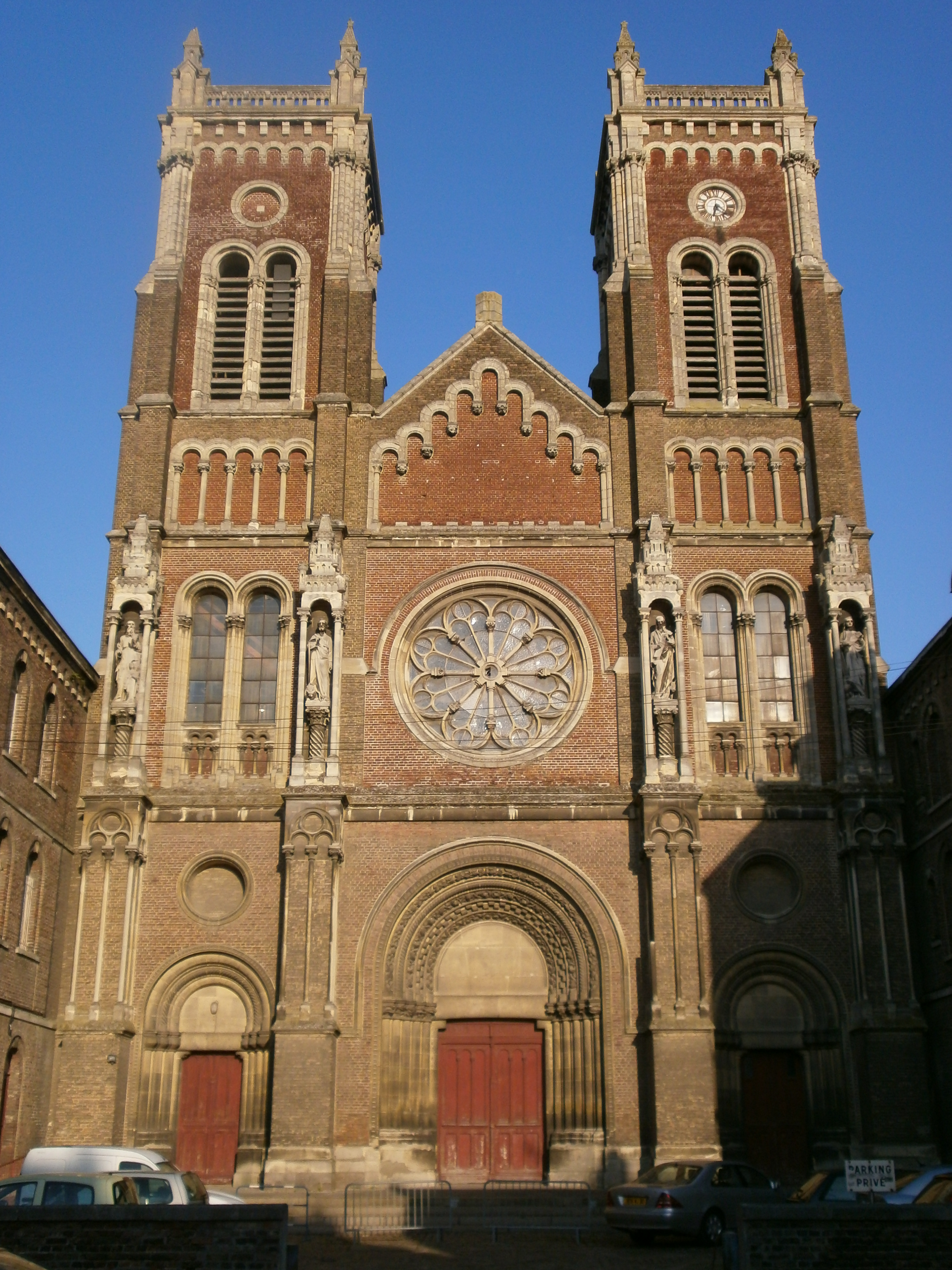
Église Sainte-Anne, Amiens